# Friedrich Pieth
Friedrich Pieth (* 19. Februar 1874 in Castiel, Kanton Graubünden; † 29. September 1953 in Chur) war ein Schweizer Historiker, Lehrer, Bibliothekar und Redaktor.

## Leben und Werk
Friedrich Pieth trat 1888 in das Lehrerseminar in Chur ein. Ab 1892 unterrichtete er in Filisur, wo er mit seinem Freund und Kollegen P. P. Janett die Musikgesellschaft gründete und zwei Jahre leitete.
1896 erlangte Pieth das Sekundarlehrerpatent an der Universität Bern. Anschliessend studierte er Geschichte und Germanistik in Berlin. Am Königlich-Preussischen Staatsarchiv sammelte Pieth das Material für seine Dissertation Justus Gruners Mission in der Schweiz 1816–1819, mit der er 1898 in Bern promovierte. Pieth unterrichtete von 1909 bis 1934 an der Kantonsschule Chur Deutsch, Geschichte und Geographie. Zudem wirkte Pieth im Nebenamt als Kantonsbibliothekar.
Pieth war der «Vater» des heutigen Bündner Monatsblatts, das er ab 1914 publizierte und dessen Redaktor er bis 1951 war. In dieser Tätigkeit verfasste Pieth 81 Arbeiten. Als sein Hauptwerk gilt die 1945 erschienene Bündner Geschichte. Pieth war in zahlreichen Gesellschaften und Kommissionen von Graubünden tätig. Sein Nachlass befindet sich im Staatsarchiv Graubünden. Die erschlossenen Akten dokumentieren vorwiegend seine Tätigkeit als Kantonsschullehrer und Kantonsbibliothekar.